# Arroyo McKay
El arroyo McKay es un río de agua de deshielo de 250 m de largo situado en la Tierra de Victoria de la Antártida Oriental. En el valle Taylor fluye desde el glaciar Suess en dirección este-noreste hasta el lago Chad.
El Comité Consultivo sobre Nomenclatura Antártica lo nombró en 1996 en honor al planetólogo Christopher P. McKay (1955-) de la NASA, que había realizado estudios limnológicos en el lago Hoare desde 1982 y que había realizado un trabajo pionero en el campo de la recopilación de datos durante todo el año sobre la ecología de los valles secos de McMurdo.